# Artur (piłkarz)
Artur, właśc. Artur Sérgio Batista de Souza (ur. 5 sierpnia 1994 w Abel Figueiredo, w stanie Pará) – brazylijski piłkarz, grający na pozycji obrońcy.

## Kariera piłkarska

### Kariera klubowa
Wychowanek klubów JV Lideral i SC Internacional, w barwach którego w 2015 rozpoczął karierę piłkarską. Od 2017 grał na zasadach wypożyczenia w klubach AA Ponte Preta, Brasil de Pelotas i Criciúma EC. 1 sierpnia 2018 podpisał kontrakt z Worskłą Połtawa.

## Sukcesy i odznaczenia

### Sukcesy piłkarskie
SC Internacional
- mistrz Campeonato Gaúcho: 2016, 2015, 2014

AA Ponte Preta
- wicemistrz Campeonato Paulista: 2017

Brasil de Pelotas
- wicemistrz Campeonato Gaúcho: 2018